# Adolphe Mendy
Adolphe Mendy (ur. 16 stycznia 1960) – senegalski piłkarz występujący na pozycji obrońcy.

## Kariera klubowa
W swojej karierze Mendy reprezentował barwy zespołów ASC Port Autonome, ASC Jeanne d’Arc i ASEC Ndiambour.

## Kariera reprezentacyjna
W reprezentacji Senegalu Mendy grał w latach 1987–1997. W 1990 roku został powołany do kadry na Puchar Narodów Afryki, zakończony przez Senegal na 4. miejscu. Zagrał na nim w meczach z Kenią (0:0), Algierią (1:2) i Zambią (0:1).
W 1992 roku ponownie wziął udział w Pucharze Narodów Afryki. Wystąpił na nim w spotkaniach z Nigerią (1:2), Kenią (3:0) i Kamerunem (0:1), zaś Senegal odpadł z turnieju w ćwierćfinale.
Po raz ostatni w mistrzostwach Afryki uczestniczył w 1994 roku i zagrał wówczas w dwóch pojedynkach: z Gwineą (2:1) i Zambią (0:1). Dla Senegalu był to natomiast drugi turniej z rzędu zakończony na ćwierćfinale. W kadrze narodowej rozegrał 27 meczów.